# Puccinia chloridis
Puccinia chloridis är en svampart som beskrevs av Speg. 1891. Puccinia chloridis ingår i släktet Puccinia och familjen Pucciniaceae.   Inga underarter finns listade i Catalogue of Life.